# اكون تو كانوجو
اكون تو كانوجو (あっくんとカノジョ) هي سلسلة مانغا رومانسيّة-كوميدية يابانيّة مكتوبة ومصورة من قبل واكا كاكيتسوباتا. بدأ التسلسل في ميديا فاكتوري وتحديدًا مجلة كوميك جين الشهرية في يونيو 2013. وأُعلنَ عن أنمي تلفزيوني يبدأ مع سلسلة من شركة يوميتا  وعرضه في 6 أبريل 2018.

## الحبكة
اتسوهيرو «اكون» كاغاري معروف أنهُ قاسي تجاه صديقته نون «نونتان» كاتاغيري، ولكن يفتن سرا معها،  بعدها بانتظام تراقبهُ. السلسلة تتبع تفاعلاتها مع بعضهم البعض وكذلك مع زملائهم.

## الشخصيات
اتشوهيرو اكون" كاغاري (荘 敦大  كاغاري اتسوهيرو)
أداء صوتي: جون فوكوياما (قرص سي دي الدرامي)، تاتسوهيسا سوزوكي (أنمي)
نون "نونتان" كاتاغيري (片桐 のん  كاتاغيري نون)
أداء صوتي: آوي يوكي (قرص سي دي الدرامي)، أياكا سوا (أنمي)
مساغو ماتسوو (松尾 真砂 ماتسوو  مساغو )
أداء صوتي: نوبوهيكو أوكاموتو (قرص سي دي الدرامي)، Keisuke Ueda (أنمي)
تشيهو كاغاري (荘 千穂 كاغاري تشيهو )
أداء صوتي: مآيا أوتشيدا (قرص سي دي الدرامي)، Arisa Kōri (أنمي)
تاكومي كوبومورا (窪村 匠 كوبومورا تاكومي )
أداء صوتي: واتارو هاتانو (أنمي)
كوناغي إيري (入江 小凪   إيري كوناغي)
أداء صوتي: Hikaru Kayou (أنمي)

## وسائل الإعلام

### المانغا
واكا كاكيتسوباتا بدأ مانغا جوسيه في ميديا فاكتوري وتحديدًا مجلة كوميك جين الشهرية في 2013. المانغا أيضا تسلسلت على ميديا فاكتور بيكسيف على شبكة الإنترنت في مجلة كوميك جين بيكسيف. فإلى حدّ الآن تمّ إصدار سبعة مجلدات تانكوبون.

### القرص المدمج الدرامي
صدر من قبل وميديا فاكتوري في ديسمبر 2016.

### الأنمي
أعلن عن الأنمي عبر فرقة وراباروند في المجلد السابع من المانغا في 27 نوفمبر  2017. المسلسل التلفزيوني سيتم إخراجه من طرف شين كاتاغاي والمكتوبة بواسطة يوكا يامادا، مع الرسوم المتحركة من قبل يوميتا. تصاميم الشخصيات من قبل موتوهيرو تانيغوتشي. بدأت السلسلة عرضها الأول في 6 أبريل عام 2018 على أي تي-إكس.

## وصلات خارجية
- الموقع الرسمي
 (باليابانية)
- اكون تو كانوجو على موقع ANN manga (الإنجليزية)

لم يتم العثور على روابط لمواقع التواصل الاجتماعي.